# Seyyed Abdollah Behbahaní
Seyyed Abdollah Behbahaní (Nayaf en el Imperio otomano, 1840-Teherán, 1910) fue un muchtahid duodecimano iraní y uno de los dirigentes del movimiento constitucionalista de principios del siglo XX d.C.

## Orígenes y formación
Seyyed Abdollah Behbahaní nació en 1840 en la ciudad santa chiita de Nayaf en el seno de una familia de religiosos descendiente del ulema bareiní ʿAbdullah al-Biladi. En 1870, su padre conoció al sah de Persia Naseroddín Shah Qayar en un peregrinaje de éste a Nayaf, y se trasladó a su corte en Teherán, donde alcanzó una posición destacada como alfaquí, cadí y «referencia de emulación», acompañando al rey en sus viajes a Europa. Al morir Seyyed Esmaíl en 1878, Seyyed Abdollah heredó su estatus.

## Actividad política
En 1891, cuando se difundió una fetua contra el consumo de tabaco tras la concesión por el rey del monopolio tabaquero en Irán a una compañía británica, Seyyed Abdollah Behbahaní rechazó vincularse al boicot, siendo acusado de recibir sobornos por fumar en público, dada su estrecha relación con la embajada británica. Recibía el apodo infamante de Ebn-e Fezzé (en persa, ابن فضه), «hijo de la plata».
La rivalidad por la primacía entre los ulemas de Teherán con el sheij Fazlollah Nurí —clérigo reaccionario y vinculado al comercio con Rusia— contribuyó a la implicación de Seyyed Abdollah Behbahaní en el movimiento constitucionalista. En la primavera de 1905, Behbahaní se hizo con una fotografía de Naus, un impopular funcionario belga de Teherán disfrazado como mulá, que distribuyó al tiempo que predicaba durante las multitudinarias ceremonias de duelo del mes de muharram contra él y contra el visir Eynoddoulé.

### La Revolución Constitucional (Mashruté)
En noviembre, Behbahaní estableció una alianza política con el mochtahed reformista Seyyed Mohammad Tabatabaí en contra del visir, unión en que el historiador nacionalista Ahmad Kasraví ve el inicio de la Revolución Constitucionalista (Mashruté, مشروطه). Un mes después, Behbahaní y Tabatabaí organizaron en la mezquita real (Masŷed-e Shah مسجد شاه) de Teherán una manifestación de protesta por el castigo de unos comerciantes del bazar, que terminó en violencia. Al día siguiente, los dos ayatolás abandonaron la capital para refugiarse en el santuario de Shah Abdolazim, en la ciudad de Rey, al sureste de Teherán. Behbahaní y Tabatabaí exigieron para regresar a Teherán el establecimiento de una «casa de justicia» (edalatjané). Tras una serie de emisarios y la intervención del embajador otomano, el rey Qayar Mozaffareddín Shah cedió, y Tabatabaí regresaron triunfales a la capital.
Desde entonces, Behbahaní adquirió una posición de gran poder como dirigente del movimiento constitucionalista, si bien persistieron las sospechas y acusaciones de su deslealtad. Un nuevo traslado de Teherán a modo de protesta, esta vez a Qom, fue motivado por el asesinato de un discípulo de Behbahaní, a la vez que gran número de comerciantes cerraban sus tiendas en el bazar y se instalaban en el jardín de la embajada británica. Behbahaní y Tabatabaí regresaron a Teherán aún más poderosos, cuando Eynoddoulé había abandonado el puesto y poco antes de la convocatoria de la primera Asamblea Consultiva Nacional, donde Behbahaní ejercía como representante de las comunidades judía y armenia.
Tras la constitución del parlamento, Behbahaní se halló a la cabeza de la defensa teórica de la limitación constitucional del poder monárquico frente a las acusaciones de irreligiosidad de Fazlollah Nurí, líder de una facción antiparlamentaria. Behbahaní obtuvo de los mochtahed de Nayaf la condena de las actividades de Nurí.
Dentro de la Asamblea, Behbahaní estaba alineado con la facción «moderada» (etedaliún اعتدالیون) frente a la «popular» o socialdemócrata (amiún عامیون), y se oponía la promulgación de leyes contrarias al derecho islámico, al tiempo que trataba de evitar el distanciamiento de la corte y el parlamento. Pero con la sucesión de Mozaffareddín Shah por Mohammad Alí Shah las tensiones crecieron, el atabak fue asesinado cuando salía de la asamblea junto a Behbahaní el 31 de agosto de 1907. El sah dio un golpe de Estado haciendo bombardear el parlamento el 23 de junio de 1908. Las tropas reales hallaron a Behbahaní refugiado en las inmediaciones y lo golpearon, desnudaron, humillaron y llevaron ante el monarca. Behbahaní fue desterrado a Nayaf, sin poder regresar a Teherán hasta la victoria de los revolucionarios constitucionalistas sobre Mohammad Alí Shah en julio de 1909. Con el recrudecimiento de los enfrentamientos entre moderados y extremistas, Behbahaní fue asesinado en su casa el 16 de julio de 1910 por cuatro hombres vinculados indirectamente a los socialdemócratas.  Está enterrado en Nayaf